# World Series of Poker Online 2020
Le World Series of Poker Online 2020 sono state la prima edizione della manifestazione svoltasi interamente online.
Sono state organizzate a seguito del rinvio delle World Series of Poker a causa della pandemia di COVID-19.

## Tornei
I tornei vengono disputati sulle piattaforme ufficiali delle WSOP (31 eventi) e di GGPoker (54 eventi). I tornei disputati sulla piattaforma WSOP sono aperti ai soli giocatori di poker residenti negli stati di Nevada e New Jersey. 
Ai vincitori viene assegnato, oltre al premio in denaro, anche il braccialetto delle WSOP.

## Risultati

### Tornei WSOP.com
| #  | Evento                                           | Partecipanti | Vincitore        | Premio   | Finalista          |
| -- | ------------------------------------------------ | ------------ | ---------------- | -------- | ------------------ |
| 1  | $500 No Limit Hold'em Kick-off                   | 1.715        | Jonathan Dokler  | $130.426 | Justin Turner      |
| 2  | $1.000 No Limit Hold'em 8-Handed Deepstack       | 919          | Louis Lynch      | $168.586 | Ryan Ko            |
| 3  | $400 No Limit Hold'em                            | 2.091        | Robert Kuhn      | $115.850 | Ronald Keren       |
| 4  | $500 No Limit Hold'em Super Turbo                | 1.179        | Matt Bode        | $97.091  | Brian Frasca       |
| 5  | $1.000 No Limit Hold'em Freezeout                | 854          | Allen Chang      | $161.287 | Philip Yeh         |
| 6  | $600 PLO8 6-Handed                               | 833          | Nathan Gamble    | $89.425  | Shane Daniels      |
| 7  | $800 No Limit Hold'em Knockout Deepstack         | 989          | Joon Kim         | $103.127 | Stephen McManus    |
| 8  | $500 No Limit Hold'em Freezeout                  | 1.479        | Alan Goehring    | $119.400 | Ross Gottlieb      |
| 9  | $1.000 No Limit Hold'em 6-Max                    | 1.026        | Ron McMillen     | $188.215 | Ryan Torgersen     |
| 10 | $600 No Limit Hold'em Monster Stack              | 2.074        | Ryan Torgersen   | $172.362 | Brandon Ienn       |
| 11 | $500 No Limit Hold'em Turbo Deepstack 6-Handed   | 1.691        | Raman Afanasenka | $128.601 | Chance Kornuth     |
| 12 | $500 The Big 500 No Limit Hold'em                | 2.427        | Ryan DePaulo     | $159.563 | Jack Salter        |
| 13 | $1.500 No Limit Hold'em High Roller Freezeout    | 649          | Michael Lech     | $164.249 | William Romaine    |
| 14 | $3.200 No Limit Hold'em High Roller              | 496          | Joe McKeehen     | $352.985 | Frank Funaro       |
| 15 | $1.000 PLO 8-Max High Roller                     | 663          | Guy Dunlap       | $133.780 | Shane Daniels      |
| 16 | $500 No Limit Hold'em Turbo                      | 1.528        | Terrell Cheatham | $116.204 | Julian Parmann     |
| 17 | $777 No Limit Hold'em                            | 1.382        | Pat Lyons        | $173.552 | Christopher Ginley |
| 18 | $1.000 No Limit Hold'em 8-Handed Turbo Deepstack | 987          | Scott Hempel     | $181.060 | Myles Kotler       |
| 19 | $400 No Limit Hold'em                            | 2.545        | Kenny Huynh      | $133.857 | Matthew Berger     |
| 20 | $500 PLO 6-Handed                                | 1.137        | Kevin Gerhart    | $97.572  | Cody Brinn         |
| 21 | $777 No Limit Hold'em 6-Handed                   | 1.361        | Tony Dunst       | $168.342 | James Pace         |
| 22 | $500 No Limit Hold'em Turbo Deepstack            | 1.579        | Allan Cheung     | $120.083 | Myles Kotler       |
| 23 | $500 No Limit Hold'em Knockout                   | 1.452        | Raymond Avant    | $93.776  | Scott Epstein      |
| 24 | $400 No Limit Hold'em 8-Handed                   | 2.408        | Nick Binger      | $133.413 | Ryan Leng          |
| 25 | $500 No Limit Hold'em Summer Saver               | 2.155        | Nicholas Kiley   | $149.245 | Guo Liang Chen     |
| 26 | $500 No Limit Hold'em Grande Finale              | 2.502        | Ethan Yau        | $164.494 | Brian Patrick      |
| 27 | $400 No Limit Hold'em Freezeout                  | 1.940        | Ian Steinman     | $110.557 | Satoshi Tanaka     |
| 28 | $1.000 Omaha 8 6-Max                             | 525          | William Romaine  | $110.673 | Mark Ioli          |
| 29 | $2.000 No Limit Hold'em Deepstack                | 747          | Nick Guagenti    | $305.433 | Matthew Parry      |
| 30 | $500 No Limit Hold'em Seniors Event              | 720          | Jonathan Lessin  | $64.411  | James Moore        |
| 31 | $1.000 No Limit Hold'em Championship             | 2.126        | Nahrain Tamero   | $310.832 | Norman Michalek    |

### Tornei GGPoker
| #  | Evento                                              | Partecipanti | Vincitore             | Premio     | Finalista             |
| -- | --------------------------------------------------- | ------------ | --------------------- | ---------- | --------------------- |
| 1  | $100 The Opener                                     | 29.306       | Marcelo Jakovljevic   | $265.879   | Ronit Chamani         |
| 2  | $1.111 Every 1 for Covid Relief                     | 2.323        | Alek Stasiak          | $343.203   | Martin Ilobera        |
| 3  | $525 No Limit Hold'em Super Turbo Bounty 6-Handed   | 2.214        | Shoma Ishikawa        | $82.425    | Diego Ostrovich       |
| 4  | $5.000 Pot Limit Omaha Championship                 | 328          | Juha Helppi           | $290.286   | Jesús Cortés          |
| 5  | $1.500 Fifty Stack No Limit Hold'em                 | 1.342        | Michael Clacher       | $297.496   | Rodrigo Caprioli      |
| 6  | $1.050 Bounty Pot Limit Omaha                       | 971          | Hun Wei Lee           | $79.896    | Janne Peltoniemi      |
| 7  | $600 Monster Stack No Limit Hold'em 6-Handed        | 2.007        | Aaron Wijaya          | $171.389   | Toni Bosch            |
| 8  | $1.500 No Limit Hold'em                             | 922          | Roberto Romanello     | $216.213   | Niklas Astedt         |
| 9  | $2.500 Pot Limit Omaha                              | 532          | Simon Lofberg         | $224.493   | Andreas Torbergsen    |
| 10 | $400 Colossus                                       | 12.757       | Ranno Sootla          | $595.930   | Paraskevas Tsokaridis |
| 11 | $400 Plossus                                        | 4.356        | Yuri Dzivielevski     | $221.557   | Matthew Vengrin       |
| 12 | $10.000 Short Deck No Limit Hold'em Championship    | 130          | Lev Gottlieb          | $276.393   | Mikita Badziakouski   |
| 13 | $2.500 No Limit Hold'em 6-Handed                    | 892          | Kristen Bicknell      | $356.411   | Belarmino De Souza    |
| 14 | $840 Bounty No Limit Hold'em                        | 2.382        | Patrick Kennedy       | $140.768   | Josh Pollock          |
| 15 | $500 Deepstack No Limit Hold'em                     | 2.307        | Sung Joo Hyun         | $161.898   | Yiduo Yu              |
| 16 | $1.000 Short Deck No Limit Hold'em                  | 487          | Paul Teoh             | $82.202    | Michelle Shah         |
| 17 | $1.500 Millionaire Maker                            | 6.299        | Daniel Dvoress        | $1.489.289 | Caio De Almeida       |
| 18 | $500 Turbo Deepstack No Limit Hold'em               | 2.978        | Vladas Burneikis      | $192.523   | Pierre Merlin         |
| 19 | $2.100 No Limit Hold'em Bounty Championship         | 1.168        | Enrico Camosci        | $184.579   | Omer Ozsirkinti       |
| 20 | $400 Pot Limit Omaha                                | 2.005        | Eoghan O'Dea          | $100.945   | Nital Jethalal        |
| 21 | $1.000 No Limit Hold'em                             | 2.006        | Alek Stasiak          | $273.505   | Kunal Bhatia          |
| 22 | $800 Double Stack Pot Limit Omaha                   | 831          | Frank Crivello        | $94.253    | Craig Timmis          |
| 23 | $10.000 Heads Up No Limit Hold'em Championship      | 128          | David Peters          | $360.480   | Michael Addamo        |
| 24 | HK$8.000 No Limit Hold'em Asia Championship         | 3.247        | Luis Assunção         | $458.246   | Alexandros Theologis  |
| 25 | $1.500 GGMasters WSOP Edition                       | 2.153        | Seth Fischer          | $444.869   | Arsenii Karmatckii    |
| 26 | $150 GGMasters WSOP Edition                         | 9.835        | Anatoly Suvarov       | $183.526   | David Edelstein       |
| 27 | $5.000 No Limit Hold'em 6-Handed Championship       | 672          | Ravid Garbi           | $531.513   | Chris Moorman         |
| 28 | $2.500 Double Stack No Limit Hold'em                | 1.061        | Leonardo Mattos       | $399.047   | Christopher Pütz      |
| 29 | $525 Bounty No Limit Hold'em 6-Handed               | 3.170        | Orhan Ateş            | $114.584   | Tobias Schwecht       |
| 30 | $300 Monster Stack No Limit Hold'em 6-Handed        | 3.491        | Alexander Stacey      | $127.660   | Craig Lecompte        |
| 31 | $1.500 Pot Limit Omaha                              | 990          | Bradley Ruben         | $220.160   | Dorel Eldabach        |
| 32 | $500 Mini Main Event                                | 15.205       | Ivan Žufić            | $843.460   | Suraj Mishra          |
| 33 | $840 Turbo Bounty No Limit Hold'em                  | 2.207        | Kartik Ved            | $131.461   | Konstantin Maslak     |
| 34 | $600 No Limit Hold'em Deepstack Championship        | 2.911        | Dmytro Bystrovzorov   | $227.906   | Florian Gaugusch      |
| 35 | $800 Pot Limit Omaha                                | 1.281        | Toby Joyce            | $139.453   | Mark Herm             |
| 36 | $500 Limit Hold'em                                  | 706          | Gregor Müller         | $45.102    | Brunno Botteon        |
| 37 | $500 Deepstack No Limit Hold'em                     | 2.315        | Anson Tsang           | $150.460   | Mohaiman Ashrafee     |
| 38 | $1.500 Marathon No Limit Hold'em                    | 1.438        | Nick Maimone          | $302.472   | Diego Bittar          |
| 39 | $25.000 No Limit Hold'em Poker Players Championship | 407          | Christian Rudolph     | $1.800.290 | Chris Hunichen        |
| 40 | $50 Big 50                                          | 44.576       | Huahuan Feng          | $211.282   | Xue Qiao Zhao         |
| 41 | $1.500 Limit Hold'em Championship                   | 337          | Ajay Chabra           | $77.475    | Carter Swidler        |
| 42 | $1.000 No Limit Hold'em 6-Handed                    | 2.202        | Jim Lefteruk          | $299.511   | Endrit Geci           |
| 43 | $1.500 Pot Limit Omaha                              | 972          | Thi Truong            | $215.938   | Enrico Camosci        |
| 44 | $300 Double Stack No Limit Hold'em                  | 3.552        | Trygve Leite          | $130.100   | Emanuele Monari       |
| 45 | $400 Forty Stack No Limit Hold'em                   | 4.461        | Gediminas Uselis      | $227.186   | Andrew Wilson         |
| 46 | $5.000 No Limit Hold'em Main Event                  | 5.802        | Stoyan Madanzhiev     | $3.904.686 | Wenling Gao           |
| 47 | $1.000 Turbo No Limit Hold'em 6-Handed              | 1.910        | Adnan Hacialioglu     | $259.842   | Robin Berggren        |
| 48 | $25.000 Heads Up No Limit Hold'em                   | 127          | Fedor Holz            | $1.077.025 | Brunno Botteon        |
| 49 | $600 No Limit Hold'em 6-Handed                      | 2.408        | Jeffrey Dobrin        | $189.667   | Idris Ambraisse       |
| 50 | $1.050 Bounty No Limit Hold'em 6-Handed             | 1.925        | Nicolo Molinelli      | $144.199   | Kyle Menard           |
| 51 | $1.050 Beat the Pros Bounty                         | 2.024        | Melika Razavi         | $151.127   | Dylan Linde           |
| 52 | $10.000 WSOP Super Million$                         | 899          | Connor Drinan         | $1.423.049 | Daniyar Aubakirov     |
| 53 | $100 WSOP Million$                                  | 34.787       | Alexander Kobbeltvedt | $284.403   | Kostiantyn Vovhcenko  |
| 54 | $500 The Closer                                     | 4.012        | Michael Gathy         | $260.505   | Yuan Li               |

### Tavolo finale Main Event
| Piazzamento | Nome               | Premio     |
| ----------- | ------------------ | ---------- |
| 1           | Stoyan Madanzhiev  | $3.904.686 |
| 2           | Wenling Gao        | $2.748.605 |
| 3           | Tyler Rueger       | $1.928.887 |
| 4           | Thomas Ward        | $1.353.634 |
| 5           | Satoshi Isomae     | $949.937   |
| 6           | Joao Santos        | $666.637   |
| 7           | Stefan Schillhabel | $467.825   |
| 8           | Tyler Cornell      | $328.305   |
| 9           | Samuel Taylor      | $230.395   |